# Deopalpus albimacula
Deopalpus albimacula là một loài ruồi trong họ Tachinidae.